# Gaj (Serbia)
Gaj (cyr. Гај) – wieś w Serbii, w Wojwodinie, w okręgu południowobanackim, w gminie Kovin. W 2011 roku liczyła 2929 mieszkańców.